# Дуба (Україна)
Дуба́ — село в Україні, центр Дубівської сільської громади Калуського району Івано-Франківської області. Населення становить 1150 осіб.

## Населення
Згідно з переписом УРСР 1989 року чисельність наявного населення села становила 1269 осіб, з яких 619 чоловіків та 650 жінок.
За переписом населення України 2001 року в селі мешкало 1150 осіб.
Мова
Розподіл населення за рідною мовою за даними перепису 2001 року був наступним:
| українська | 1147 | 99,74 |
| російська  | 2    | 0,17  |
| інші       | 1    | 0,09  |

## Історія
В 1648 році жителі села брали активну участь у народному повстанні, за що їх очікувала кривава розправа після відходу Хмельницького.
Церква Святого Миколая села Дуба вперше згадується 1685 року про сплату 5 злотих катедратика (столового податку). Також згадується у реєстрі духовенства, церков і монастирів Львівської єпархії 1708 року.
У 1786 р. в селі було 58 хат і 339 мешканців.
У 1939 році у селі мешкало 1470 осіб (1440 українців, 10 поляків, 20 латинників).
Схід селян у селі Дуба засудив діяльність педагога, поета й літературного критика Володимира Іванишина, що народився 17 листопада 1939 року. Згодом комуністична система обірвала його життя на сорок шостому році. Про нього розповідається в нарисі Романа Піхманця «З когорти витязів».

Світлини села Дуба
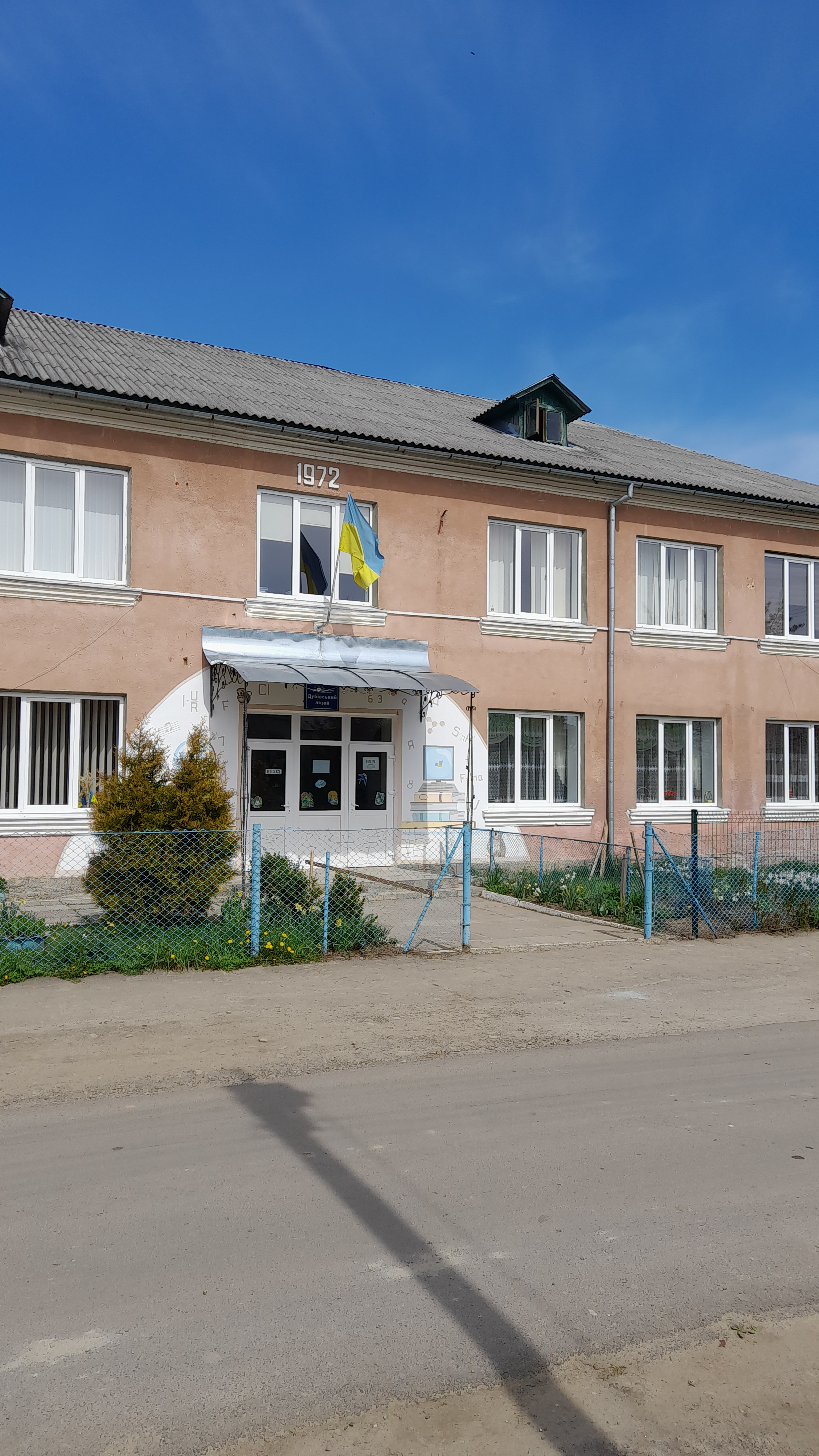
Дубівський ліцей
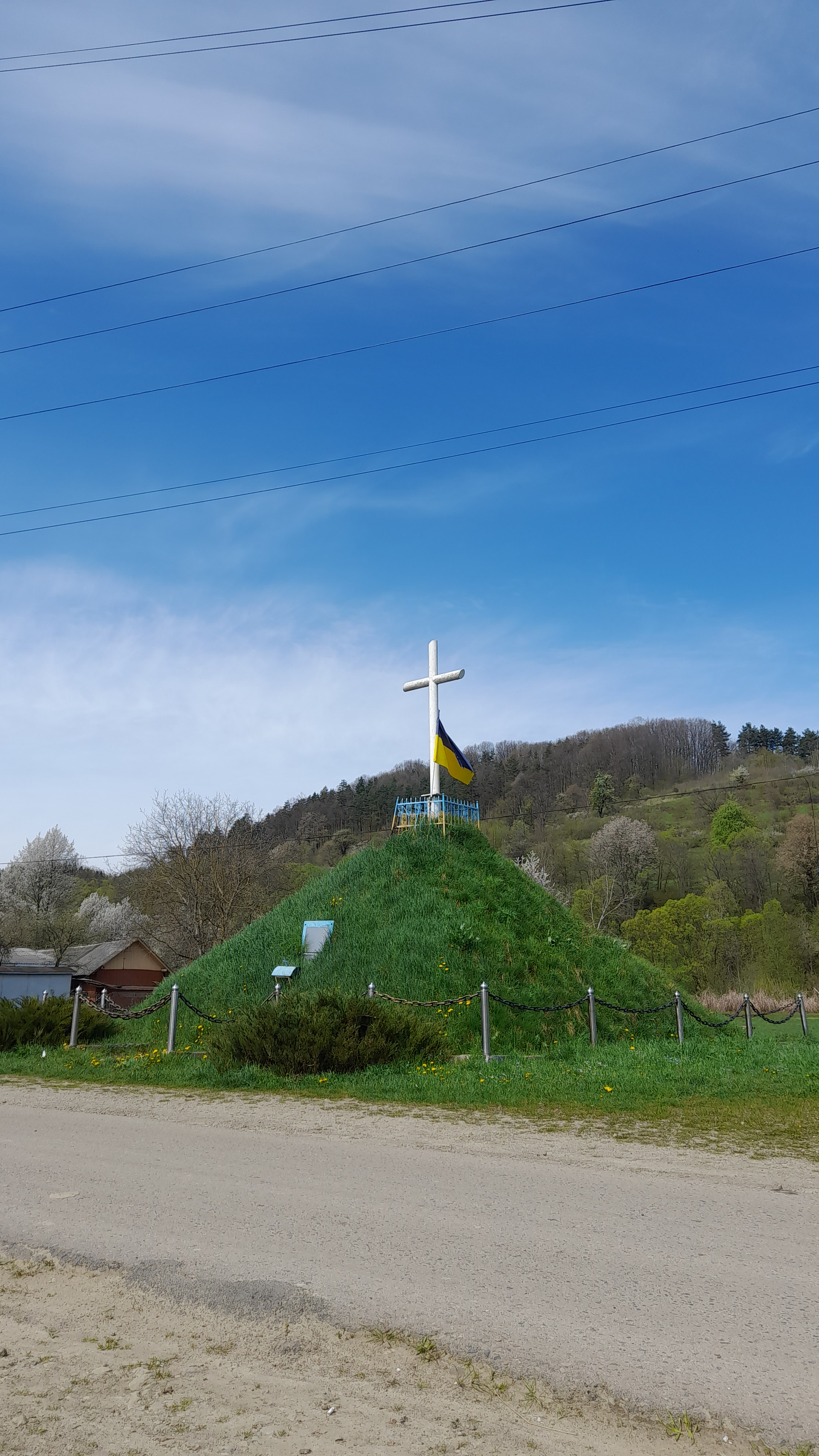
Могила Січових стрільців в селі Дуба

## Відомі люди
- Блонська Світлана Іванівна — українська поетеса.